# Целлер, Элла
Элла Целлер (нем. Ella Zeller; 26 ноября 1933, Молдова-Ноуэ, Караш-Северин — 8 марта 2025, Ханау, Гессен), в замужестве взявшая фамилию Константинеску (рум. Constantinescu) — румынская и немецкая спортсменка, немка по национальности, игрок в настольный теннис, призёр чемпионатов мира и Европы.

## Биография
Родилась 26 ноября 1933 года в Молдова-Ноуэ. В 1950-60-х годах была одним из лучших в Румынии игроков в настольный теннис, и успешно представляла страну на международном уровне. После завершения в 1967 году спортивной карьеры в течение 22 лет была техническим директором Румынской ассоциации настольного тенниса и тренером женской национальной сборной. В 1988 году стала вице-президентом Европейского союза настольного тенниса.
В 1989 году эмигрировала в Германию. Так как в 1992 году Европейский союз настольного тенниса возглавил Ганс Вильгельм Геб из ФРГ, а согласно уставу ETTU президент и вице-президент не могут представлять одну и ту же страну, ей пришлось оставить пост вице-президента ETTU.
Умерла 8 марта 2025 года в больнице в Ханау в возрасте 91 года.